# ويليام بست (سياسي)
ويليام بست هو سياسي كندي، ولد في 1707، وتوفي في 1782. انتخب عضو مجلس نواب نوفا سكوتيا.